# Joaquim de Jesus Santos
Joaquim de Jesus Santos (Póvoa do Concelho, Trancoso, 9 de dezembro de 1921 — 30 de novembro de 1994) foi um advogado e empresário, com carreira em Angola, que, entre outras funções de relevo, foi deputado à Assembeia Nacional pelo círculo de Angola nas VIII  (1961-1965) e IX (1965-1969) legislaturas e Ministro da Saúde e Assistência do 2.º governo do Estado Novo (1968).

## Biografia
Licenciado em Direito e advogado de profissão, foi empresário no sul de Angola, onde foi presidente da direcção da Associação Comercial, Industrial e Agrícola do Lobito e Catumbela, com sede em Lobito. Apoiante do regime do Estado Novo, foi presidente da comissão concelhia do Lobito da União Nacional e vogal da Comissão Distrital do Distrito de Benguela para as Questões do Trabalho.
Foi escolhido para deputado pelo círculo de Angola à Assembeia Nacional na VIII Legislatura (1961-1965), integrando a comissão parlamentar de Contas Públicas, de que foi secretário. Nesta legislatura teve numerosas intervenções, centradas nas questões coloniais e de finanças públicas. Voltou a ser escolhido como deputado por Angola para a IX Legislatura (1965-1969), integrando as comissões parlamentares de Legislação e Redacção, de Verificação de Poderes e de Finanças. A maioria das intervenções nesta legislatura foram sobre temas colonias e de finanças públicas.
Nuam remodelação do 2.º governo do Estado Novo, ocorrida já quando Oliveira Salazar, que formalmente era o Presidente do Conselho, já se encontrava incapacitado, foi nomeado Ministro da Saúde e Assistência, sucedendo no cargo a Francisco Neto de Carvalho. Contudo, a sua permanência no governo foi efémera, tendo estao em funções apenas de 19 de agosto de 1968 a 27 de setembro de 1968, já que nesta última data o 2.º governo do Estado Novo cessou funções, subtuído pelo executivo presidido por Marcelo Caetano, que escolheu para o Ministério da Saúde Lopo Cancela de Abreu.

## Referência
1. 1 2 3  Nota biográfica parlamentar de Joaquim de Jesus Santos.